# Ceraleptus
Ceraleptus is een geslacht van wantsen uit de familie randwantsen (Coreidae). Het geslacht werd voor het eerst wetenschappelijk beschreven door Costa in 1847.

## Soorten
Het genus bevat de volgende soorten:

- Ceraleptus americanus Stål, 1870
- Ceraleptus denticulatus Froeschner, 1963
- Ceraleptus gracilicornis (Herrich-Schäffer, 1835)
- Ceraleptus lividus Stein, 1858
- Ceraleptus lugens Horváth, 1898
- Ceraleptus obtusus (Brullé, 1839)
- Ceraleptus pacificus Barber, 1914
- Ceraleptus probolus Froeschner, 1963
- Ceraleptus sartus Kiritshenko, 1912